# Germanin – Die Geschichte einer kolonialen Tat
Germanin ist ein UFA-Spielfilm von 1943 mit propagandistischen Elementen nach dem gleichnamigen Roman von Hellmuth Unger (erschienen 1938). Er handelt von der Entwicklung des Suramins als medizinischen Wirkstoff gegen die Schlafkrankheit. Der Titel ist eine Produktplatzierung für die Bayer AG, die das Mittel unter dem Handelsnamen „Bayer 205“ und später „Germanin“ vertrieb. Der 92-minütige Film wurde am 15. Mai 1943 in Berlin uraufgeführt.

## Handlung
Eine deutsche Expedition unter der Leitung von Prof. Achenbach forscht in den Afrika-Kolonien nach einem Serum gegen die tödliche Schlafkrankheit. Der Ausbruch des Ersten Weltkriegs verhindert den Durchbruch der Forschung, denn britische Soldaten zerstören das Labor. Die Forschungsergebnisse scheinen verloren. Doch der verwegene Dr. Hofer sorgt dafür, dass das Forschungsmaterial doch noch Deutschland erreicht.
Obgleich mitten im Ersten Weltkrieg, wird bei der Bayer AG in langen und aufwändigen Versuchsreihen aus dem Forschungsmaterial nach einem geeigneten Serum gesucht. Nach vielen Rückschlägen gelingt in der 205. Versuchsreihe der Durchbruch, und das Medikament erhält den internen Entwicklungsnamen Bayer 205. Aus patriotischen Gründen, um die Weltgeltung und den hohen Stand der Forschung in Deutschland zu unterstreichen, entschließt man sich für den Handelsnamen Germanin. Außerdem will man trotz des Kolonieverlustes den Menschen Schwarzafrikas die Wohltat des Medikamentes aus humanistischen Gründen zukommen lassen. Doch die Engländer, die durch den Krieg und den Versailler Vertrag zu Landesherrn aufgestiegen sind, verlangen, obgleich von Bayer entwickelt, den Nachweis über die unschädliche Wirkung des Serums, ehe die Einreise der Wissenschaftler nach Afrika genehmigt werden kann. Dr. Hofer kann die Unschädlichkeit des Mittels durch Selbstversuch beweisen.
In Afrika wird die Arbeit von Prof. Achenbach, der 1923 mit einer Expedition eintrifft, von englischen Behörden und Militärs behindert. Die abergläubischen Eingeborenen werden von der englischen Besatzungsmacht aufgeputscht, die verhindert, dass Achenbach den Kranken helfen kann. Schlussendlich wird das deutsche Krankenlager wie auch die Forschungsstation von dem englischen Regionskommandanten Colonel Crosby zerstört, der durch den unaufhaltsamen medizinischen Erfolg des deutschen Medikaments gedemütigt wurde und den Verlust seiner kolonialen Autorität fürchtet. Die Bestände des Heilmittels werden fast restlos vernichtet.
Es kommt zu einer landesweiten Epidemie, die nun auch den uneinsichtigen Colonel Crosby ereilt. Doch befürchtet dieser, durch das einzige jetzt noch verfügbare Mittel Tryparsamid zu erblinden. Prof. Achenbach, der selbst erkrankt ist, verabreicht ihm das letzte, noch zufällig gefundene Serum gegen die schriftliche Zusage, an den Wasserfällen, den Brutherden der Tsetsefliege, Rodungen vornehmen zu dürfen, um die Seuche endgültig zu besiegen. Während dieser dadurch gerettet wird, erliegt Prof. Achenbach seiner Krankheit. Durch seinen heldenhaften Opfertod können seine Mitarbeiter die Rodungen durchführen.

## Hintergrund
Germanin wurde 1942 in Italien und in den Babelsberger Ufa-Studios gedreht. Als „schwarze“ Darsteller wurden Kriegsgefangene der französischen Kolonialtruppen aus dem Stammlager III A in Luckenwalde  eingesetzt. In dem Propagandafilm wurde in subtiler Weise eine wahre Geschichte mit fiktiven Elementen durchflochten. Es geht hierbei um die Entwicklung von „Bayer 205“, dem sogenannten Germanin. Ähnlich wie im Film Robert Koch von 1939 wird die deutsche Tropenmedizin als nationale, humane, koloniale Erfolgsgeschichte dargestellt, die eine Wohltat für Afrika darstellte. Die Bewohner der ehemaligen deutschen Kolonien leiden unter der englischen Fremdherrschaft und sehnen sich nach den Deutschen zurück. Bei der fiktiven Person des Prof. Achenbach dürfte es sich um Friedrich Karl Kleine handeln. Mit seinem Assistenten Dr. Hofer könnte Karl Rösener gemeint sein. Die historische Wirklichkeit war weniger altruistisch: Bayer hielt die Formel des Wirkstoffs aus wirtschaftlichen Gründen geheim, sie wurde erst 1924 durch Ernest Fourneau vom Institut Pasteur entschlüsselt, veröffentlicht und so allgemein zugänglich.
Die Aufführung des Films wurde 1945 von den alliierten Militärbehörden in Deutschland verboten.

## Rezeption
Erwin Leiser urteilte, dass der Film „die bösen Engländer in fast noch grelleren Farben“ malt als Ohm Krüger. Dabei soll der Kontrast zwischen den arroganten, brutalen Briten und den selbstlosen deutschen Forschern den Imperialismus und Kolonialismus des Deutschen Reiches gegenüber dem Britischen Empire legitimieren.
Das große Personenlexikon des Films bezeichnete Germanin als „inszenatorisch schwächliches Werk mit antibritischen Tendenzen.“
Das Lexikon des Internationalen Films schrieb: „Ein in Details frei erfundener Abenteuerfilm des Regisseurs Kimmich, der als Schwager von Dr. Goebbels deutsches Heldentum glorifiziert und Haß auf den Kriegsgegner Großbritannien schürt.“